# Fono (Tokelau)

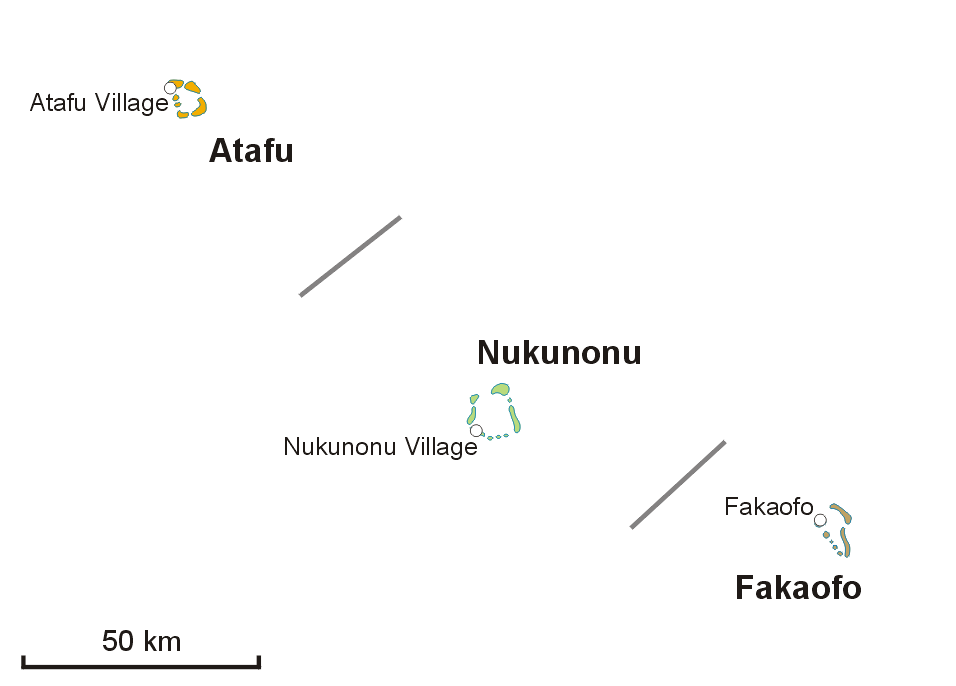
Tokelau

Tokelaus flagga

Fono, egentligen General Fono (tokelauanska för "möte") är det lokala parlamentet i Tokelau i Stilla havet.

## Parlamentet
Fono är ett enkammarparlament och är den lagstiftande makten i Tokelau.
Parlamentet saknar en permanent byggnad då församlingen regelbundet flyttar mellan de tre ögrupperna Atafu, Fakaofo och Nukunonu.
Parlamentet håller 3–4 sessioner om året på den ögrupp där den dåvarande Ulu-o-Tokelau (regeringschef) bor, posten som regeringschef roterar årligen mellan tre Faipule (byledare).
Under tiden parlamentet inte är i session sköts de löpande ärenden istället av "Council for the Ongoing Government of Tokelau" (fungerar som Kabinett) som enbart består av de 3 Faipule och 3 Pulenuku (byborgmästare).

## Sammansättning
20 delegates (ledamöter) valda på en treårsperiod. Alla väljs i valkretsar där mandaten fördelar sig på.
- 7 ledamöter från Atafu
- 7 ledamöter från Fakaofo
- 6 ledamöter från Nukunonu

Ledamöterna väljs genom personval då det inte finns några politiska partier i Tokelau och såväl varje Faipule och Pulenuku blir automatiskt ledamöter i Fono.
Talmannen är "Ulu-o-Tokelau".
Statschef är Elizabeth II som dock representeras av en Administrator.

## Historia
Systemet med Fono har mycket gamla rötter i det Tokelauanska samhället och än idag sköts de flesta ärenden av Taupulega (Äldrerådet).
Fono i sin nuvarande form inrättades 1948 genom "Tokelau Act" under den nyzeeländska förvaltningen.
1996 överfördes den lagstiftande makten till Fono genom "Tokelau Amendment Act" i ett led mot autonomi.
Det senaste valet hölls i januari 2008, och i maj antog Fono Tokelaus nya lokala flagga.